# أنجي بينبردج
أنجي بينبردج (بالإنجليزية: Angie Bainbridge)‏ (16 أكتوبر 1989 – ) هي سبّاحة، من أستراليا، مثّلت بلادها في الألعاب الأولمبية الصيفية 2012، والسباحة في الألعاب الأولمبية الصيفية 2008 – سيدات 4 × 200 متر حر تناوب ‏، والألعاب الأولمبية الصيفية 2008، وسباحة في الألعاب الأولمبية الصيفية 2012 – سيدات 4 × 200 متر سباحة حرة تناوب ‏.

## وصلات خارجية
- أنجي بينبردج على موقع الاتحاد الدولي للسباحة (الإنجليزية)
- أنجي بينبردج على موقع SwimRankings.net (الإنجليزية)
- أنجي بينبردج على موقع أوليمبيديا (الإنجليزية)
- أنجي بينبردج على موقع اللجنة الأولمبية الأسترالية (الإنجليزية)